# Chuck Workman

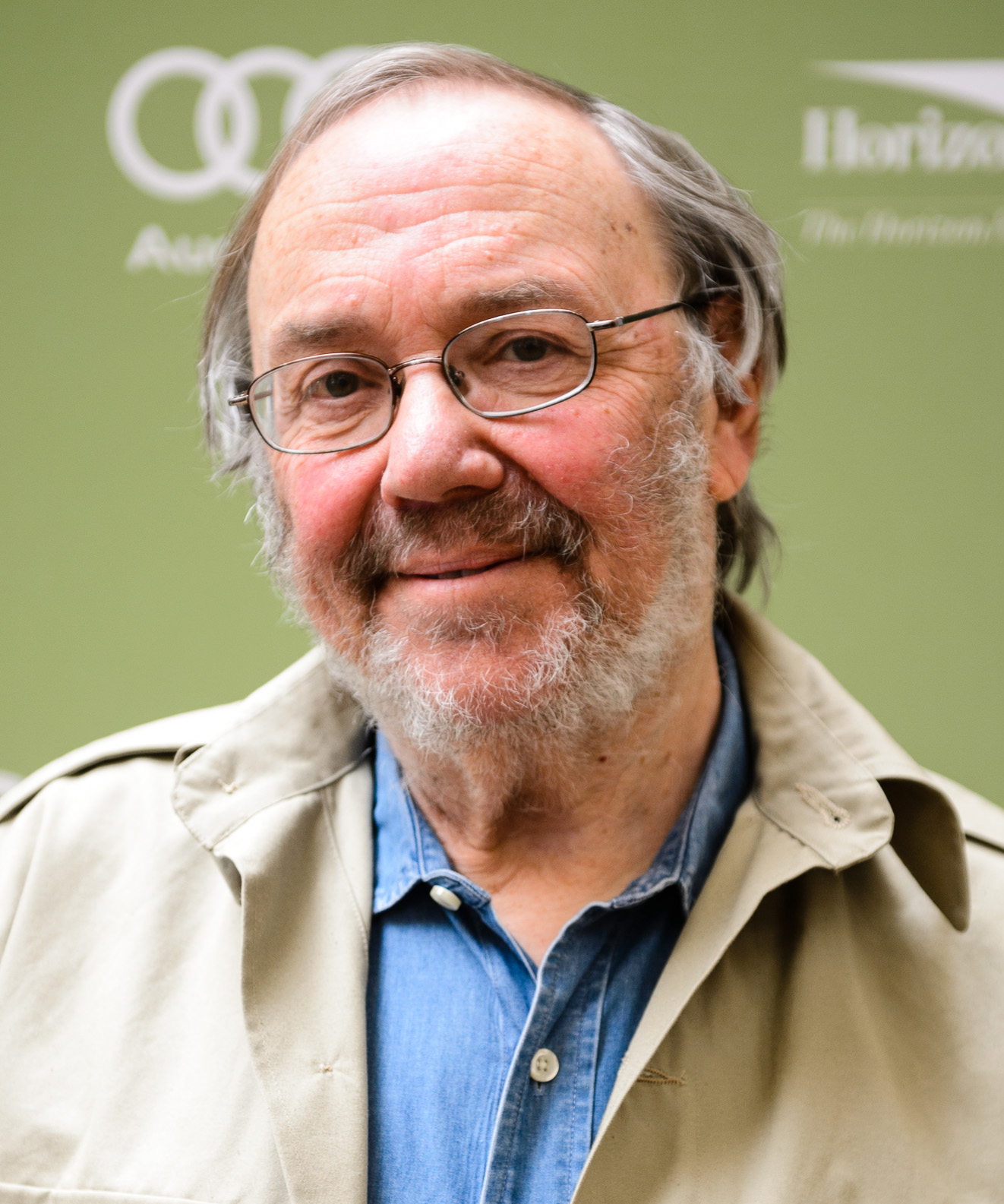
Chuck Workman (2014)

Chuck Workman (auch bekannt als Carl Workman) ist ein US-amerikanischer Filmeditor und Dokumentarfilmer aus Philadelphia.

## Leben
Wortmann ist seit 1967 in der Filmbranche tätig. Für und mit seinem Kurzfilm Precious Images  wurde er 1987 mit einem Oscar in der Kategorie „Bester Kurzfilm“ ausgezeichnet. Der Film vermittelt eine Übersicht über 100 Jahre im amerikanischen Kino. Die wichtigsten Filme der vergangenen 100 Jahre werden in sehr kurzen Ausschnitten präsentiert.
Wortmanns semi-dokumentarischer Film Die Beat Generation – Wie alles anfing (1999) wurde auf dem Sundance Film Festival und bei den Taos Talking Film Festival Awards für eine Auszeichnung nominiert.
Workman arbeitet vor allem als Editor; so kümmerte er sich um den Schnitt von mittlerweile 20 Oscar-Shows. Für diese Arbeit erhielt er insgesamt 10 Emmy-Nominierungen. Die Regie übernahm Workman vor allem bei Kurzfilmen und Fernsehdokumentationen; diese Werke produziert er häufig auch selbst. Auch als Drehbuchautor war er bereits aktiv.
Calliope Films ist die Filmproduktionsgesellschaft, der Workman vorsteht.